# Rijnmondraad
Met de Rijnmondraad wordt de Raad van het Openbaar Lichaam Rijnmond bedoeld. De eerste Rijnmondraad werd in 1965 geïnstalleerd. De Rijnmondraad is vervolgens viermaal verkozen: in 1970, 1974, 1978 en 1982. Het Openbaar Lichaam Rijnmond werd opgeheven per 1 februari 1986.
De Rijnmondraad bestond uit 81 leden, de leden van het dagelijks bestuur daarbij inbegrepen. De voorzitter was onafhankelijk en werd door de Kroon benoemd. Aanvankelijk zou de Rijnmondraad uit 57 leden bestaan alsmede uit 24 vertegenwoordigers van elk der inliggende gemeenten één vertegenwoordiger. Nadien is besloten alle 81 leden rechtstreeks te laten kiezen.
De gekozen raad koos uit zijn midden het zestal leden (gecommitteerden) dat met de door voorzitter het dagelijks bestuur van Rijnmond vormden. Het bestuur van Rijnmond werd ondersteund door een uitgebreide organisatie: de secretarie op het Vasteland te Rotterdam (ca. 300 ambtenaren) en de Dienst Centraal Milieubeheer Rijnmond (DCMR) in Schiedam (ook ca. 300 ambtenaren).
Op grond van de Wet op het Openbaar Lichaam Rijnmond behartigde het bestuur van Rijnmond activiteiten van regionaal belang ten aanzien van ruimtelijke ordening, milieu, recreatie, economie, verkeer en vervoer, volkshuisvesting, onderwijs en volksgezondheid.

## Rijnmondraadverkiezingen
| Politieke partij | 1965 | 1970 | 1974 | 1978 | 1982 | 1986 |
| ---------------- | ---- | ---- | ---- | ---- | ---- | ---- |
| PvdA             | 37   | 31   | 38   | 38   | 32   | -    |
| ARP / CHU        | 14   | 15   | -    | -    | -    | -    |
| KVP              | 11   | 8    | -    | -    | -    | -    |
| CDA              | -    | -    | 19   | 20   | 16   | -    |
| VVD              | 9    | 10   | 13   | 12   | 19   | -    |
| PSP              | 3    | 1    | 1    | 1    | -    | -    |
| CPN              | 4    | 5    | 3    | 1    | 2    | -    |
| SGP              | 2    | 3    | 3    | 3    | -    | -    |
| Boerenpartij     | 1    | 0    | -    | -    | -    | -    |
| GPV              | 0    | 0    | 1    | 0    | -    | -    |
| PPR              | -    | 0    | 3    | 1    | -    | -    |
| D'66             | -    | 7    | 0    | 5    | 4    | -    |
| SGP / RPF / GPV  | -    | -    | -    | -    | 4    | -    |
| PSP / PPR        | -    | -    | -    | -    | 4    | -    |
| Lijst Van Mierlo | -    | 1    | -    | -    | -    | -    |
| Lijst Nauman     | -    | 0    | -    | -    | -    | -    |
| totaal           | 81   | 81   | 81   | 81   | 81   | -    |

## Dagelijks bestuur

### 1965-1970
- P.Th. Biersma (PvdA)
- H.B. Engelsman (PvdA)
- J. Nederlof (PvdA)
- H.P.M. v.d. Drift (KVP)
- M.H.L. Westrate (ARP/CHU)
- J. Alers (VVD)

### 1970-1974
- P.Th. Biersma (PvdA, tot 1973)
- J. de Jong (PvdA)
- C.M.L. Roozemond (PvdA)
- F.L. Burger (ARP/CHU)
- L. van Leeuwen (VVD)
- H.P.M. van der Drift (KVP, tot 1971)
- M.D.C. Stolk (D66, vanaf 1971)
- B.J. van Gent-Vermeulen (PvdA, vanaf 1973)

### 1974-1978
- B.J. van Gent-Vermeulen (PvdA, tot 1976)
- C.M.L. Roozemond (PvdA, tot 1977)
- F. van Heezik (PvdA, tot 1977)
- A. van 't Laar (PvdA)
- A. van Dijk (PvdA)
- H. Tiesma (PPR)
- P.A. de Ruiter (PvdA, vanaf 1976)
- J. de Jong (PvdA, vanaf 1977)
- B. Duyster (PvdA, vanaf 1977)

### 1978-1982
- C.M.L. Roozemond (PvdA, tot 1977)
- A. van 't Laar (PvdA, tot 1980)
- A. van Dijk (PvdA, tot 1980)
- P.A. de Ruiter (PvdA)
- J. de Jong (PvdA)
- Th. Bakkers (VVD)
- L. van Rijn-Vellekoop (PvdA, vanaf 1977)
- A. Kloots (PvdA, vanaf 1980)
- B. Dijkers (PvdA, vanaf 1980)

### 1982-1986
- L. van Rijn-Vellekoop (PvdA)
- A.P. van der Jagt (PvdA)
- J. de Jong (PvdA)
- P. Patijn (PvdA)
- Th. Bakkers (VVD)
- J.C. van Duin (VVD, tot 1985)
- W.G. van Yperen (VVD, vanaf 1986)